# Marcelo Sebá
Marcelo Sebastião Luz Barroso (Río de Janeiro, 18 de enero de 1969) es un director, guionista, productor y empresario brasileño.
Es director del documental Fédro, que estrena en el segundo semestre de 2021. El documental registra el reencuentro entre el actor Reynaldo Gianecchini y su mentor, el director José Celso Martinez Corrêa, para la primera lectura del diálogo Fedro, de Platón.
Sebá fue el primer brasileño en firmar la dirección de arte del Calendario Pirelli, edición 2010. La publicación contó con la participación del fotógrafo Terry Richardson y de las modelos Ana Beatriz Barros y Gracie Carvalho, Abbey Lee Kershal, Daisy Lowe y Miranda Kerr.

## Biografía
Marcelo Sebá nació en Río de Janeiro en 18 de enero de 1969. Creció en Santa Cruz, región suburbana de Río de Janeiro. 
Estudió en la Escuela Municipal Coronel Berthier que queda en la Base Aérea de Santa Cruz.
A los 13 años se traslada al barrio de Leblon, ya con ganas de estudiar teatro. Dos años después, se incorporó a O Tablado, de la mano de Maria Clara Machado, fundadora de la icónica escuela de teatro de Brasil. Sus profesores fueron, entre otros, las actrices Guida Vianna y Louise Cardoso. 
Tiene en su trayectoria profesional la producción de teatro, shows, álbumes musicales, campañas publicitarias y cine, junto a los artistas Lilia Cabral, Pedro Cardoso, Miguel Falabella, Cláudia Jimenez, Taís Araújo, Arlete Salles, Carolina Ferraz, Bibi Ferreira y otros. 
En 2000, fundó la primera agencia especializada en moda y comportamiento de Brasil, donde hizo campañas y películas publicitarias para marcas como Cavalera, Ellus, Forum, Sergio K, entre otras.
Fue director de marketing de la marca italiana Diesel en Brasil, entre los años 2001 y 2008 .
En 2007, fue productor asociado de la película "El olor del caño" (2007), estrelado por Selton Mello y dirigido por Heitor Dhalia.
Hizo la dirección de arte del Calendario Pirelli el año de 2010. La publicación contó con la participación del fotógrafo Terry Richardson y de las plantillas Ana Beatriz Barros y Gracie Carvalho, Abbey Lee Kershal, Daisy Lowe y Miranda Kerr. 
Trabajó como editor adicional del libro “Lady Gaga X Terry Richardson”, lanzado en 2011. El libro es un documental donde fueron registrados los bastidores, eventos profesionales y privados de la turnê “The Monster Ball”, de la cantante americana Lady Gaga. 
En 2017, firmó la dirección creativa y guion de "Vai Malandra", de Anitta y el documental "Tudo vai dar certo", con el rapper trans Triz Rutzats. Dirigió vídeos publicitarios para las marcas Sergio K y Cavalera.
En 2018 dirigió y guionó los videos musicales "Solta a batida" de Ludmilla y "Sou + eu" de Gaby Amarantos.
En 2020 dirigió los cortas “Vidas roubadas”, con Carolina Ferraz, Mariana Ximenes y Joaquim Lopes y “Amado Fédro”, con José Celso Martinez Corrêa, aún inédito. 
En 2019 dirigió “FÉDRO”, documental poético que promueve el reencuentro entre el actor Reynaldo Gianecchini y su mentor, el director José Celso Martinez Corrêa, para la primera lectura del diálogo “Fedro”, de Platão, adaptado por Zé Celso. La película se estrenará el día 45. Festival Internacional de Cine de São Paulo, en octubre de 2021.

## Filmografía

### Películas
2021 – Fédro (director y productor)
2007 – El olor del caño (productor asociado)
1992 – Oswaldianas (actor) -  episodio “Daisy das Almas Deste Mundo”, dirigido por Lúcia Murat

### Cortas
2020 – Vidas Roubadas (director y productor)
2020 – Amado Fédro (director y productor)
2017 – Tudo vai dar certo com Triz Rutzats (guion, dirección y producción)

### Vídeos Musicales
2018 – Solta a batida de Ludmilla (guion y dirección)
2018 – Sou+eu de Gaby Amarantos (guion y dirección)
2017 – Vai malandra de Anitta (guion y dirección creativo)
1995 – Veneno da lata de Fernanda Abreu (asistente de dirección) - dirigida por Luiz Stein
1995 – Brasil é o país do swing de Fernanda Abreu (asistente de dirección) - dirigida por Luiz Stein

## Teatro y Baila
2007 – O Manifesto con Eva Wilma y Othon Bastos (producción)
1994 – Vulcão de la Compañía de Baila Deborah Colker (producción ejecutiva)
1993 – Solteira, Casada, Viúva, Divorciada con Lilia Cabral (producción)
1987 – Pluft, O Fantasminha (actor), dirigida por Maria Clara Machado
1987 – Uma Noite con Miguel Falabella y Stella Miranda, dirigida por Flávio Marinho (producción ejecutiva)
1987 -–The Best, A Besta con Pedro Cardoso y Filipe Pinheiro, dirigida por Amir Haddad (producción ejecutiva)
1987 – El Manifiesto con Beatriz Segall y Cláudio Corrêa e Castro (asistente de producción)

## Música
1997 – Da lata de Fernanda Abreu (producción ejecutiva)
1995 – Raio X de Fernanda Abreu (producción ejecutiva)

## Publicidad
- 2017 – Elevación – Cavalera (dirección creativa)
- 2017 – Sérgio K – No Exit con Viví Orth y Pietro Baltazar (dirección)
- 2016 – Carmim con Caian Maroni (dirección)
- 2012 – Verano 2012 Bo.Bô con Georgia May Jagger (dirección creativa)
- 2012 – Sérgio K – Fall Winter
- 2011 – Sérgio K – Fall Winter